# Nyssa shweliensis
Nyssa shweliensis là một loài thực vật có hoa trong họ Cornaceae. Loài này được (W.W.Sm.) Airy Shaw miêu tả khoa học đầu tiên năm 1969.